# Nassau-Sonnenberg

Het wapen van Nassau-Sonnenberg

Nassau-Sonnenberg was een tot de Boven-Rijnse Kreits behorend graafschap binnen het Heilige Roomse Rijk.

## Inleiding

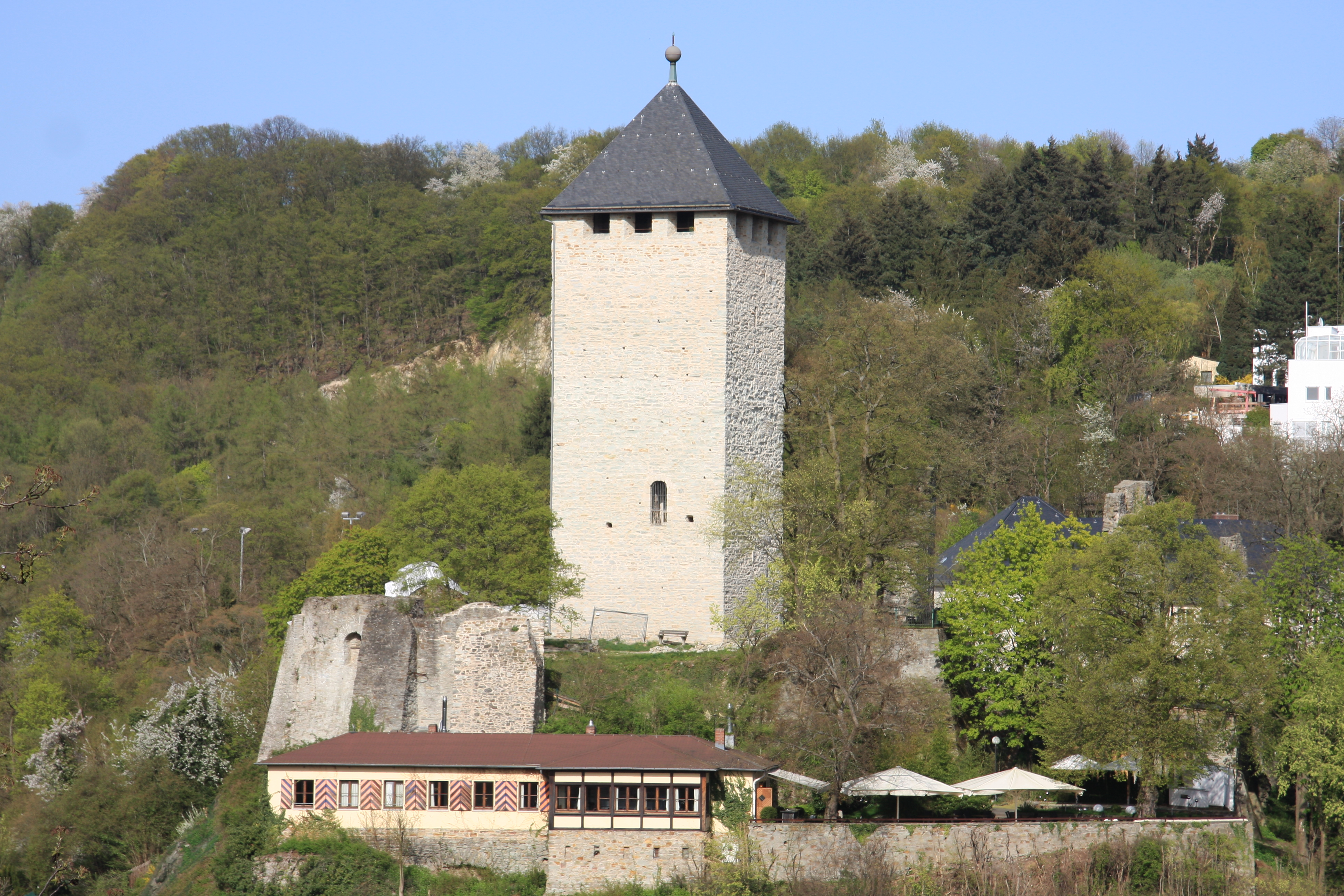
De Burcht Sonnenberg

Het graafschap Nassau-Sonnenberg bestond een korte periode als deel van het graafschap Nassau. Het bestond uit de Burcht Sonnenberg en het omliggende gebied.
De Burcht Sonnenberg werd voor de bescherming van Wiesbaden in 1200 op op de hellingen van de Vordertaunus in Hessen gebouwd door de graven Hendrik II en Rupert IV van Nassau, als een vesting tegen de naburige heren van Eppstein, waarmee permanente grensconflicten waren. Het was een van de belangrijkste residenties van graaf Adolf van Nassau en diens zoon Gerlach I.

## Graafschap Nassau-Sonnenberg (1355-1390)
In 1344 deed graaf Gerlach I van Nassau afstand van zijn graafschap ten gunste van de twee oudste zoons uit zijn eerste huwelijk. Deze zoons regeerden gemeenschappelijk tot bij op 25 november 1355 te Eltville gesloten verdrag de bezittingen verdeeld werden:
- Adolf verkreeg Wiesbaden en Idstein en stichtte het graafschap Nassau-Wiesbaden-Idstein,
- Johan verkreeg Weilburg en stichtte het graafschap Nassau-Weilburg,
- de twee zoons uit zijn tweede huwelijk, Kraft en Rupert, verkregen de Burcht Sonnenberg en stichtten het graafschap Nassau-Sonnenberg.

Kraft overleed op 1 oktober na 1361, Rupert regeerde sindsdien alleen. In 1367 droeg Rupert een deel van zijn heerschappij over aan zijn halfbroer Adolf. Tegelijkertijd verpandde deze echter een deel van zijn bezittingen in Wiesbaden aan zijn stiefmoeder Irmgard, Rupert en diens echtgenote Anna. De reden voor deze merkwaardige handel is onduidelijk.
In 1369 begon een vete met graaf Johan I van Nassau-Siegen over van Hessen gehouden leengoederen, waar Rupert aanspraak op maakte.
Van 1372 tot 1374 volgde er een hernieuwde vete met Johan I van Nassau-Siegen. Ditmaal ging het over de erfenis van Ruperts echtgenote. Rupert slaagde erin de Burcht Sonnenberg onbeschadigd te houden, maar de stad Nassau werd zo zwaar verwoest dat die voor enige tijd opgegeven werd. Rupert en Johan deelden het graafschap Nassau-Hadamar. De stad Hadamar werd overgedragen aan Ruperts echtgenote.
Rupert overleed kinderloos op 4 september 1390. Hij had de Burcht Sonnenberg al in 1365 als weduwengoed aan zijn echtgenote overgedragen.

### Regenten
| Regering  | Naam   | Geboren  | Overleden    | Familierelatie                      |
| --------- | ------ | -------- | ------------ | ----------------------------------- |
| 1355-1361 | Kraft  | ?        | 1-10 na 1361 | zoon van graaf Gerlach I van Nassau |
| 1355-1390 | Rupert | ca. 1340 | 4-9-1390     | broer                               |

## Heerlijkheid Sonnenberg (na 1390)
Na het overlijden van Rupert bleven burcht en heerlijkheid Sonnenberg in bezit van zijn weduwe Anna. Op 12 januari 1391 sloot zij een overeenkomst met graaf Walram IV van Nassau-Wiesbaden-Idstein, waarmee de terugkeer van de Burcht Sonnenberg na haar overlijden aan de Walramse Linie van het Huis Nassau verzekerd werd. Anna overleed op 21 januari 1404. De graven Adolf II van Nassau-Wiesbaden-Idstein en Filips I van Nassau-Weilburg waren de erfgenamen. Zij deelden voortaan het bezit.
Tussen 1558 en 1566 was de Burcht Sonnenberg de residentie van graaf Filips II van Nassau-Wiesbaden.
In 1605 stierf het Huis Nassau-Wiesbaden-Idstein uit met graaf Johan Lodewijk II, waarna burcht en heerlijkheid Sonnenberg aan graaf Lodewijk II van Nassau-Saarbrücken kwam en alle gebieden van de Walramse Linie van het Huis Nassau verenigd werden. 
Bij de deling van 1651 tussen de zoons en kleinzoons van Lodewijk II kwam Sonnenberg in bezit van graaf Johan van Nassau-Idstein en maakte het deel uit van het graafschap Nassau-Idstein. In 1728 werd Sonnenberg een deel van het vorstendom Nassau-Usingen en in 1806 van het hertogdom Nassau.